# Ридитт, Джон
Джон Риддит (англ. John Readitt, 19 января 1887 — 9 июня 1964) — английский кавалер креста Виктории, высшей воинской награды за героизм проявленный в боевой обстановке, что может быть вручена военнослужащим стран Содружества и прежних территорий Британской империи.

## Подробности получения награды
К началу Первой мировой войны, Джону было 20 лет и он служил в 6-м батальоне добровольцев принца Уэльского (южно-ланкаширского полка), британской армии.
25 февраля 1917 года на Алькайат-аль-Гахарбига в Месопотамии, рядовой Ридитт оказался на передовой, под тяжёлым пулемётным обстрелом с близкого расстояния, после которого, в итоге, остался единственным выжившим. Несмотря на это, он совершил атаку на вражеские рубежи, и этот успех отбросил противника примерно на 300 ярдов на час.
После гибели командира рядовой Ридитт продолжил действовать по собственной инициативе. Лишь когда он достиг вражеской баррикады, то был вынужден отступить. Несмотря на это, он продолжал кидать бомбы в сторону противника вплоть до прибытия подкрепления. Позиция была захвачена.
Позднее он дослужился до звания сержанта. Ридитт также был награждён бронзовой медалью «За воинскую доблесть» итальянским правительством.